# Villons-les-Buissons

Villons-les-Buissons este o comună în departamentul Calvados, Franța. În 1 ianuarie 2022 avea o populație de 834 de locuitori.